# Jordan Hamilton (soccer)
Pour les articles homonymes, voir Jordan Hamilton.
Jordan Hamilton est un joueur international canadien de soccer, né le 17 mars 1996 à Scarborough dans l'agglomération de Toronto. Il évolue au poste d'attaquant au Forge FC, en PLCan.

## Biographie

### En club
Jordan Hamilton rejoint l'académie du Toronto FC à l'âge de quinze ans en 2011. Il signe son premier contrat professionnel avec son club formateur le 9 janvier 2014.
En 2014, afin de s'aguerrir au monde professionnel, il est prêté aux Hammerheads de Wilmington, puis au club portugais du Clube Desportivo Trofense. Il joue cinq rencontres en deuxième division portugaise avec le CD Trofense.
Le 1er mars 2021, Hamilton s'engage à l'Eleven d'Indy en USL Championship. Néanmoins, avant même l'issue de la saison et après cinq buts en dix-huit apparitions, il rompt son contrat à l'amiable avec le club le 2 septembre. Quelques mois plus tard, le 12 février 2022, il retourne en Europe et rejoint les Sligo Rovers en première division irlandaise. Il ne demeure cependant qu'une demie saison en Irlande et rentre le 5 août 2022 dans son pays natal lorsqu'il s'engage en faveur du Forge FC, en Première ligue canadienne.

### En équipe nationale
Avec les moins de 20 ans, il participe au championnat de la CONCACAF des moins de 20 ans en 2015. Lors du tournoi organisé en Jamaïque, il inscrit un doublé contre Haïti, puis un but contre le Honduras.
Il joue son premier match en équipe du Canada le 14 octobre 2014, en amical contre la Colombie (défaite 0-1). Il doit ensuite attendre deux ans avant de se voir à nouveau sélectionné, contre la Mauritanie en octobre 2016 (victoire 4-0).

## Palmarès
- Toronto FC
  - Vainqueur du Championnat canadien en 2016, 2017 et 2018